# Helena Kružíková
Helena Kružíková, née le 17 novembre 1928 à Třebíč, alors en République tchécoslovaque, et morte le 3 mars 2021, est une actrice tchèque.

## Filmographie
Cinéma
- Olověný chléb (1953)
- Přicházejí ze tmy (1953)
- Škola otců (cs) (1957), réalisé par Ladislav Helge
- První den mého syna (1964)
- Vysoká zeď (1964)
- Plavení hříbat (1975)

Télévision
- 1963 Zmoudření dona Quijota
- 1964 Nebožtík Nasredin
- 1964 Vdova Capetová
- 1968 Josefina
- 1969 Já jsem Osango
- 1969 Paradajs
- 1972 Uprostřed babího léta ve stepi zahoukal vlak
- 1973 Čierne ovce
- 1973 Kouzelný hrášek
- 1975 Měsíční víla
- 1975 Slovácko sa nesúdí
- 1976 Racek
- 1979 Školní večírek
- 1980 O Stehlíkovi a Juliánce
- 1982 Období digitální
- 1986 Třetí sudička
- 1993 O poklad Anežky České
- 2011 Tchyně a uzený
- 2012 Setkání s hvězdou